# エゾシカ大量死

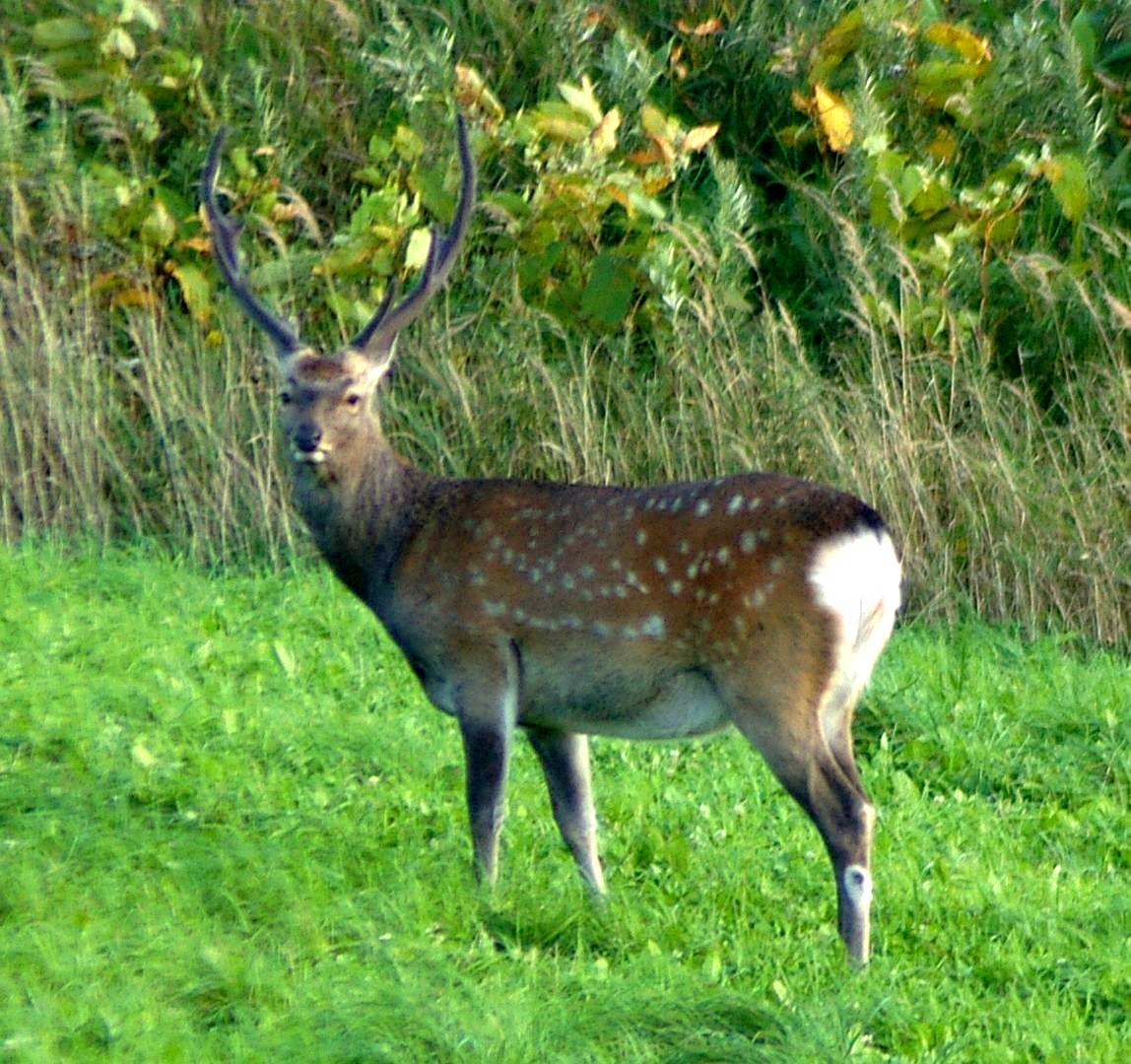
エゾシカ（北海道稚内、2006年9月）

エゾシカ大量死（エゾシカたいりょうし）では、明治時代前期に起きたエゾシカの大量死について説明する。
北海道は明治12年（1879年）に、2月22日から24日にかけて豪雪、それから1週間ほど経った3月4日から6日にかけて暴風雨に見舞われ、エゾシカが大量に斃死する事態になった。エゾシカの死頭数は少なく見積っても20 - 30万頭に上ると推定されている。

## 生息数と死頭数
エゾシカが大量死する前提として、大量に生息している必要がある。1879年にエゾシカが大量死する以前の生息数をいくつかの史料に基づいて推定する。
最初に1879年冬の狩猟や斃死によるエゾシカの死頭数を計算してみる。
1. 『函館新聞』明治12年（1879年）3月26日号には、釧路周辺で10万頭を狩猟したとある。
2. 『札幌県勧業課年報 第1回（明治15年版）』には、十勝国以東でエゾシカの角を16万本拾集したとある。エゾシカの場合、角はオスだけにあり[2]、角座（かくざ）は1頭につき2ヶ所あるので[3]、オス1頭につき2本の角がある。したがたって、16万本の角はオス8万頭に相当する。メスもオスと同数いたと仮定すると、十勝国以東では16万頭のエゾシカが死んだことになる[4]。
3. エドウィン・ダンの文書 "Extermination of the Deer."（『蝦夷鹿の絶滅』）には、胆振国勇払郡鵡川地区で政府から派遣された人たちが、エゾシカ5万頭から7万5千頭分の骨を目にしたとある。

釧路は十勝国の東にあるので、釧路で狩猟した10万頭は十勝国以東で斃死した推定16万頭に含まれることになる。十勝国以東の推定16万頭と鵡川の5万頭から7万5千頭を合計すると、21万頭から23万5千頭になる。この死頭数には渡島半島や道北、道央、北見、網走などの地域の分は含まれていない。
北海道野生動物研究所の門崎允昭は、1879年の大量死以前の北海道全域でのエゾシカの生息数は50万頭の可能性があると推測している。

## 斃死要因

### 豪雪
1879年2月22日から24日にかけて北海道全域が豪雪に見舞われた。函館では22日午後11時から降り始め、翌23日の夕方まで降り続き、その積雪量は約90cmにも上った。函館港内の海も大荒れとなり数百艘の船が破壊された。札幌では23日早朝から強風が吹き始め、その後雪も降り始め、夜には豪雪となり、翌24日朝まで続き、その積雪量は約2mにも達し、人家の玄関が雪で埋もれてしまうほどであった。小樽では2月23日から24日にかけて豪雪となり、20軒弱の人家が倒壊し、山仕事のために入山していた人たち約20人が死亡した。

### 暴風雨と寒波
根室地域では1879年3月4日午前から6日午前にかけて暴風雨と寒波に見舞われ、雨は落ちるとすぐに氷結し、地表一面が氷で覆われた。勇払と沙流、釧路の山中では大量のエゾシカが斃死した。鵡川、十勝、積丹半島のノロランでもエゾシカが大量に斃死した記録が残っているが、その時期は勇払や釧路と同時期と推考できる。

## 死因
エゾシカ大量死が起きた1879年の3月上旬の気象について国立極地研究所の門崎学は、当時の大気の状態が逆転層だったのではないか、と推察している。大気の上層部の気温が下層部より高い状態になっており、そして当時は上層部の気温は0℃よりも高く、下層部は氷点下だったと考えられる。このような大気の状態では雨滴は過冷却状態となり、気温が氷点下の下層部でも雨滴は凝固せず（氷にならず）、液体のまま地表に達することがある。氷点下の液体となった雨滴が地面や家屋の屋根に落下して衝突すると、その衝撃によって急速に凝固して氷となる。このことから北海道野生動物研究所の門崎允昭は、エゾシカ大量死の死因は過冷却の雨滴により体温を奪われたための凍死であると考察している。
過冷却の雨滴はエゾシカの体表に衝突した衝撃で急速に氷結し、その氷はエゾシカの体温を維持している熱エネルギーを凝固熱として消費し、そのような状況が3月4日から6日まで3日間続いたためにエゾシカは体温を維持することができなくなり凍死に至ったと考えられている。またこの3日間は暴風雨だったため、強風もエゾシカの体温を奪う大きな要因になったとも考えられている。
エゾシカは2 - 3日食餌を摂取しなくても死に至ることはなく、また地面が凍結して地表の草を食べることができない場合でも樹皮を食べることができるので、死因として餓死の可能性は低いと考えられている。

## 関連文献
- 村井雅之（ゆうふつ原野自然情報センター）「エゾシカ」『ふるさとネイチャーランド』2009年4月2日 18:24、苫小牧民報社、2010年1月24日(日)閲覧。